# قائمة المستشفيات في الإمارات العربية المتحدة
قائمة المستشفيات في الإمارات العربية المتحدة

## إمارة أبو ظبي

### جزيرة أبو ظبي
- مستشفى الأهلي [1]
- مستشفى لايف كير
- مستشفى NMC [2]
- مستشفى برايت
- مستشفى ميدور
- مستشفى هيلث بوينت [3]
- مستشفى الإمارات
- مستشفى دانة الإمارات
- المستشفى الجامعي
- مستشفى برجيل [4]
- مستشفى الأهلي
- مدينة الشيخ خليفة الطبية «صحة»
- كليفلاند كلينك أبوظبي
- مستشفى دار الشفاء
- ميديكلينيك إنترناشونال
- مستشفى الراحة
- مستشفى الكورنيش «صحة»
- مستشفى زايد العسكري

### ضواحي أبوظبي
- مستشفى المفرق [5]
- مستشفى الرحبة «صحة»
- مستشفى الغربية

### العين (أبو ظبي)
- مستشفى NMC
- مستشفى الواحة (العين) Oasis Hospital, Al Ain)
- مستشفى توام «صحة»
- مستشفى العين «صحة»
- Emirates International Hospital (Private)
- مستشفى كراون خاص
- مستشفى عين الخليج خاص
- ميديكلينيك إنترناشونال

## المنطقة الغربية
- مستشفى دلما
- مستشفى الغياثي
- مستشفى مدينة زايد
- مستشفى الرويس
- مستشفى السلع
- مستشفى المرفا
- مستشفى ليوا

## إمارة دبي

### مستشفيات وعيادات تحت إشراف مدينة دبي الطبية
- مستشفى زليخة  'مستشفى زليخة' ، (خاص)
- (BR الطبية أجنحة دبي) (خاص)
- د. آل حبيب سليمان المركز الطبي
- استشاري العيون
- المجموعة الطبية الممارسة الدولية
- مايو كلينيك الشرق الأوسط
- مستشفى المدينة (ويلكير، فاركي المجموعة)
- مستشفى الخور دبي (يلكير، فاركي جروب)
- مستشفى الأمريكية لجراحات التجميل
- مستشفى مورفيلدز للعيون
- جراحة التجميل في دبي
- عيادة جراحة التجميل دبي
- الدكتور باترا وإيجابي الصحة عيادة - المثلية دبي
- مستشفى NMC المتخصصة دبي
- مستشفى NMC مجمع دبي للاستثمار،
- مستشفى NMC ديرة
- مستشفى الأمل للصحة النفسية[6]

### مستشفى تابعة لوزارة الصحة (وزارة الصحة)
- مستشفى Albaraha (وزارة الصحة)

## إمارة الشارقة
- مستشفى NMC
- مستشفى القاسمي
- مستشفى كورنيش الشارقة
- مستشفى ميدكير
- مستشفى الكويت
- مستشفى برجيل
- مستشفى الجامعة
- مستشفى المركزي (خاص)
- مستشفى أوريانا

## إمارة رأس الخيمة
- مستشفى NMC
- مستشفى الصقر Saqr Hospital (Ministry of Health)
- مستشفى سيف بن غبيش Saif bin Ghubash Hospital (Ministry of Health)
- مستشفى رأس الخيمة rak RAK Hospital (Private Hospital)
- مستشفى الزهراوي Al Zahrawi Hospital (Private Hospital)
- مستشفى الصقر Obaidallah Geriatric Hospital
- مستشفى شام Shaam Hospital
- RAK Health Center
- مستشفى عبدالله راشد عمران Abdullah Rashid Omran Hospital
- مستشفى الشيخ خليفة التخصصي Sheikh Khalifa Speciality Hospital
- المستشفى الملكي (رأس الخيمة)
- Al Ibrahi

## إمارة الفجيرة
- مستشفى الفجيرة Al Fujairah Hospital (Ministry of Health)
- مستشفى الشرق (الفجيرة) [7] (خاص)
- مستشفى دبا Dibba Hospital at دبا الفجيرة (Ministry of Health)
- GMC Hospital & Research Centre Fujairah
- مستشفى مسافي Masafi Hospital
- مستشفى ثومبي

## إمارة عجمان
- مستشفى ثومبي الجامعي
- مستشفى ثومبي

## أنظر أيضاً
- مدينة دبي الطبية
- هيئة الصحة (دبي)
- دائرة الصحة (أبوظبي)
- وزارة الصحة ووقاية المجتمع (الإمارات)
- الصحة في الإمارات العربية المتحدة